# Békás-patak (Románia)
A Békás-patak (románul Râul Bicaz) a Gyilkos-tóból ered, Hargita megyében. Áthalad a Békás-szoroson.
Települések: Gyilkostó, Almásmező, Gyergyóbékás, Tikos, Békás.